# Албрехт III (Австрия)
Вижте пояснителната страница за други личности с името Албрехт III.
Албрехт III с плитката (на немски: Albrecht III, Albrecht mit dem Zopf, Graf von Habsburg Albrecht VII; * 1349/1350, Виена; † 29 август 1395, дворец Лаксенбург, Долна Австрия) от фамилията Хабсбурги, е херцог на Австрия от 1365 до 1395 г.

## Произход
Той е третият син на херцог Албрехт II († 1358) и Йохана фон Пфирт (1300 – 1351), най-възрастната дъщеря на граф Улрих III фон Пфирт (1281 – 1324) и принцеса Жана дьо Монбелярд (1284 – 1349) и правнучка на Хуго IV, херцог на Бургундия. Брат е на Рудолф IV (1339 – 1365), Катарина (1342 – 1381), игуменка във Виена, Маргарета (1346 – 1366), Фридрих III (1347 – 1362), херцог на Австрия, Леополд III (1351 – 1386).

## Хабсбургски и Рудолфски домашен ред
Баща му Албрехт II създава през 1355 г. Хабсбургски домашен ред, според който синовете му заедно и с равни права да управляват страната. Когато той умира на 20 юли 1358 г., най-големият му син Рудолф IV поема сам управлението, понеже другите му трима сина са още малолетни.
През 1364 г. Рудолф IV издава Рудолфския домашен ред, според който хабсбургските земи са обща собственост на всички братя с подписите на тримата братя (Фридрих III умира през 1362 г.). След няколко месеца Рудолф IV умира ненадейно на 26 г. и двамата братя Албрехт III (15 или 16-годишен) и Леополд (14-годишен) управляват заедно.

## Управление (1365 – 1395)
Албрехт има водещата роля в управлението и това води до конфликт с брат му Леополд.

### Мирен договор (1369)
На 29 септември 1369 г. в Шердинг се провежда среща между херцог Албрехт III и баварския херцог Стефан II в присъствието на много благородници от двете страни. Споровете за Тирол приключват и се подписва мирен договор. Бавария се отказа от Тирол в замяна на финансова компенсация; само окръзите Куфщайн, Кицбюел и Ратенберг остават баварски.

### Политиката на Албрехт (1373 – 1379)
Когато през 1378 година избухва Папската схизма, Албрехт, подобно на Люксембургите и повечето имперски принцове, застава на страната на римския папа Урбан VI.
През 1394 г. граф Албрехт III фон Верденберг-Хайлигенберг-Блуденц продава на херцог Албрехт III областта Блуденц с Монтафон. Към този момент графът няма наследници по закон. Договорните разпоредби обаче му оставят доживотно ползване на областта и право на обратно изкупуване, в случай че му се роди син (през 1420 г., след смъртта му, графството преминава при Хабсбургите). През юли същата година херцог Албрехт III Хабсбург с граф Хайнрих VI фон Гориция и Йохан Майнхард VII фон Гориция подписват договор за съюз и наследство, който гарантира на Хабсбургите наследство в графствата Гьорц и Лиенц, в Пфалц, в Каринтия и в останалите им владения в случай на бездетна смърт на един от двамата графове. Съществуващото споразумение за наследство между графовете Гьорц и Вителсбах е отменено с този договор.
В херцогството на Австрия Албрехт успява да укрепи позициите на Хабсбургите като суверенни князе и да наложи разпоредбите на Privilegium maius. Чрез закупуване на няколко владения, обещани от графовете Шаунберг при враждата Шаунберг, той принуждава тази династия да признае неговия суверенитет над своята територия. В резултат на това придобива земите над Енс (днешна Горна Австрия) до Хаусруск.
Покупката на други райони в Горен Рейн и в Швабия води до издигане на градовете там през 1379 и 1381 година. Само съюзът за имперските градове Люцерн и Цюрих (в днешна Швейцария) донася желания успех, но също така довежда до битката при Семпах през 1386 г. На 12 октомври 1386 г. е подписано примирие, последвано от мирен договор на 14 януари 1387 г., който е ограничен до една година. След изтичането на срока, войната продължава през февруари 1388 г., като е насочена предимно срещу град Гларус. След поражението на въоръжените сили на Хабсбург от въоръжените сили на Гларус на 9 април 1388 г. в битката при Нефелс е сключен седемгодишен мирен договор, в който са потвърдени федералните завоевания. Примирието е удължено с двадесет години още през 1394 г., преди да изтече заради настъпилия конфликт в Свещената Римска империя относно управлението на крал Вацлав IV.
В хода на конфликтите в Свещената Римска империя през 1390-те години за трона на крал Вацлав, самият Албрехт има амбиции за кралския трон. През 1393 г. в Зноймо е сключено споразумение за взаимна защита между него, маркграф Йобст Моравски, унгарския крал Сигизмунд и маркграфа Вилхелм I фон Мейсен, което е насочено срещу крал Вацлав. През пролетта на 1394 г. към съюза се включва граф Еберхард III Вюртемберг и четиринадесет швабски имперски града. Този конфликт вероятно е за свалянето на придворния управител на Албрехт Йохан I фон Лихтенщайн.

### Резиденции и пътувания
Херцог Албрехт остава в град Виена през по-голямата част от живота си, предпочитаната от него резиденция е Хофбург в околностите на Виена. Замъкът в Лаксенбург близо до Виена, който баща му вече е придобил, е превърнат от него в ловна хижа и се смята за любимото му място за престой. Тук той пише завещанието си през август 1395 г.
Има доказателства, че заедно с Леополд III през декември 1366 г. отива в Нюрнберг, за да се срещне с император Карл IV. Посещенията в Прага са свързани с първия му брак и приключват след смъртта на Елизабет Люксембургска през 1373 г.
През септември 1387 г. той пътува до Бургундия за сватбата на племенника си Леополд IV .

### Договор от Нойберг
Чрез договора от Нойберг от 25 септември 1379 г. Албрехт получава Австрия об и под Енс (без територията около Винер Нойщат) заедно със Залцкамергут. Така фамилията Хабсбурги се разделя на Леополдинска и Албертинска линии.
През 1386 г. брат му Леополд е убит в битката при Семпах. Албрехт става опекун на четирите малолетни синове на брат си и регент на всички хабсбургски територии.

### Албрехт като поддръжник и покровител
Албрехт се обгражда с кръг от учени и художници. Но той също се смята за учен, казва се, че е особено способен математик, а също и астролог. Доказателствата за дейности като покровители и спонсори показват, че образованието е много важно за херцога и че самият той е много добре образован. Албрехт е смятан за любител на книгите и колекционер на книги, по негова инициатива няколко латински произведения са преведени на немски.
Най-старата книга, която може да бъде документирана за националната библиотека, Евангелието на Йохан фон Тропау, написано през 1368 г., идва от негово притежание. Най-обширната австрийска историческа работа на този век: „Австрийската хроника на 95-те владетели“, която се приписва на Леополд фон Виен, е поръчана от него. Оказва голямо влияние върху историята на Хабсбургите през 15 и 16 век.
Неговият ангажимент за разширяване и поддържане на университета, основан от Рудолф IV през 1365 г., Alma Mater Rudolphina, е от най-голямо значение. На 21 февруари 1384 г. Албрехт постига от папа Урбан VI одобрение за създаване на Богословски факултет, без което по това време университетите не се смятаха за пълни. Инициираното от него писмо, което вероятно е издал през есента на същата година, се изтълкува от някои учени като нова основа. През същата година Албрехт дарява херцогския колеж, Collegium ducale, първата действителна сграда на университета. По това време Виенският университет е научен център с общо над 3600 записани студенти от 1377 г. до края на века, с влияние в цяла Източна Европа. Албрехт използва конфликтите, избухнали в Парижкия университет поради големия разкол, за да назначи известни професори във Виена. В допълнение, известни работници са ангажирани и от Южна Германия и Унгария.
Той продължава разширяването на катедралата „Свети Стефан“, започнато от Рудолф IV.

### Смърт и наследство
Албрехт умира в средата на подготовката за съвместна кампания с маркграф Йобст Моравски и унгарския крал Сигизмунд срещу крал Вацлав IV през август 1395 г. в Лаксенбург. Той намира своето последно място за покой в херцогската крипта в катедралата „Свети Стефан“ във Виена.
Синът му Албрехт IV го наследява за Австрийското херцогство, въпреки че трябва да сподели властта със своя братовчед Вилхелм от клона на Леополдините, който като най-възрастен мъж от семейството претендира за наследник на Албрехт като „глава на семейството“. Албрехт III е основоположник на албертинската линия на дом Хабсбурги, която прекъсва през 1457 г. със смъртта на неговия правнук Ладислав Постум.

## Семейство и деца
Първи брак: през 1366 г. с осемгодишната Елизабет Люксембургска-Бохемска (1358 – 1373), дъщеря на император Карл IV, крал на Бохемия. Тя умира бездетна през 1373 г. на 16 години.
Втори брак: през 1375 г. с Беатриса от Нюрнберг (* 1362, † 10 юни 1414), дъщеря на Фридрих V, бургграф на Нюрнберг и Елизабет фон Майсен. Те имат един син:
- Албрехт IV (* 1377)

- Елизабет Люксембургска-Бохемска
първа съпруга
- Беатриса от Нюрнберг 
втора съпруга
- Елизабет от Люксембург (ляво), Албрехт III (средата) и Беатрикс от Нюрнберг (дясно) с техните гербове от 1497 г., Виена